# Centrum Simona Wiesenthala

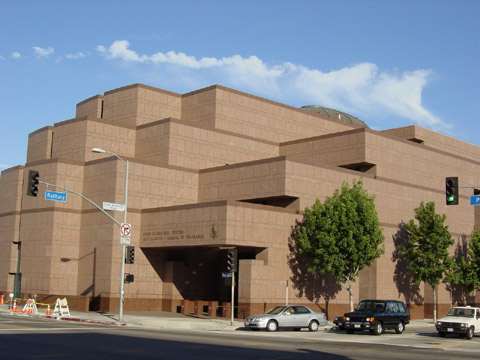
Centrum Simona Wiesenthala v Los Angeles

Centrum Simona Wiesenthala (Simon Wiesenthal Center, zkratka SWC) je mezinárodní židovská organizace pro lidská práva, jejíž hlavní snahou je postupná náprava světa, hebrejsky Tikkun olam. Bylo založeno v roce 1977 a pojmenováno po "lovci nacistů" Simonu Wiesenthalovi. Má sídlo v Los Angeles.
Cílem organizace je ochrana tolerance a porozumění mezi lidmi prostřednictvím aktivního zapojení, informování a vzdělávání široké veřejnosti. Zabývá se i bojem proti rasismu, antisemitismu a terorismu. Prosazuje dodržování lidských práv a lidské důstojnosti, šíří poučení vyplývající z holokaustu a společně se státem Izrael celosvětově chrání bezpečnost Židů."
Středisko je zaregistrováno jako Nevládní organizace (NGO) při OSN, UNESCO a Radě Evropy.
Zakladatelem a ředitelem centra je rabín Marvin Hier, místopředsedou rabín Abraham Cooper. Výkonným ředitelem je rabín Meyer H. May.
Od svého založení spolupracuje se soukromými i veřejnými institucemi, včetně vlády USA a jiných států.

## Muzeum tolerance
Vzdělávací odnoží Centra je Muzeum Tolerance založené v roce 1993. Každoročně přivítá na 350 000 návštěvníků. Muzeum sponzoruje mimo jiné i tyto programy:
- Nástroje tolerance
- Výuka cesty k toleranci
- Komando proti nenávisti
- Národní institut proti zločinům z nenávisti
- Nástroje tolerance pro mladistvé

Centrum tolerance se sídlem v New Yorku je profesionální školicí zařízení, jež se zaměřuje na vzdělávací pracovníky, strážce zákona a státní úředníky.

## Pobočky
Sídlem Centra Simona Wiesenthala je v Los Angeles. Další pobočky jsou v New Yorku, v Miami, v Jeruzalémě, v Paříži a v Buenos Aires.

## Knihovna a archiv
V knihovně Centra v Los Angeles je uloženo asi 50 000 knih a materiálů na jiných nosičích. Kromě toho jsou ve zdejším archivu uloženy fotografie, deníky, dopisy, umělecká díla a vzácné knihy, jež jsou k dispozici pro výzkumné pracovníky, studenty a další zájemce.
Velké množství dokumentů si lze prohlížet on-line (na webu pod Museum of Tolerance, Multimedia Learning Center, Special Collections).

## Operace poslední šance
Operace poslední šance (Operation Last Chance) je mezinárodní kampaň Centra Simona Wiesenthala, jejíž snahou je vypátrat a dostat před soud nacistické válečné zločince, dřív než poklidně zemřou přirozenou smrtí.